# Шатодёнский дом
Шатодёнский дом (фр. Maison de Châteaudun) — знатный французский род, представители которого были виконтами де Шатодён и графами дю Перш. Ветвью этого рода был дом Гатине-Анжу, из которого произошла династия Плантагенетов.

## История
Вероятно род является ветвью Роргонидов, правивших в графстве Мэн. Первым достоверно известным представителем рода является Гозфред (Жоффруа) I (ум. после 987), который был сторонником Тибо Мошенника, графа Блуа, который захватил в 956 году Шартр и Шатодён. Для управления Шатодёном он назначил виконтом Гозфреда. Вероятно его младшим сыном был Фулькуа, который женился на наследнице сеньорий Мортань-о-Перш и Ножан, позже образовавшие графство Перш. От младшего сына Фулькуа, Гуго пошли род Гатине-Анжу и род виконтов де Фессар (угасла в первой половине XIV века). Старший же сын, Жоффруа II (I) унаследовал Шатодён и Перш. При его правнуках род разделился на две ветви. Жоффруа II унаследовал графство Перш, а Гуго III — Шатодён. Ветвь графов дю Перш угасла в 1226 году со смертью графа Гильома, после чего графство было присоединено к домену короля Франции. А ветвь виконтов Шатодёна по мужской линии угасла в 1249 году со смертью виконта Жоффруа VI, владения которого унаследовала дочь Клеменция (ум. 1259), виконтесса де Шатодён, вышедшая замуж: за Роберта де Дрё (1217—1264), сеньора де Бё, потомки которых и владели Шатодёном.

## Генеалогия
Гозфред (Жоффруа) I (ум. после 987), виконт де Шатодён; жена: Хильдегарда де Мортань
- Гуго I (ум. 1023), виконт де Шатодён 989—1003, архиепископ Тура 1003—1023
  - Эльго
    - Гуго

  - Гуго
- (?) Фулькуа (ум. до 1003), сеньор де Мортань-о-Перш и де Ножан; жена: Мелизанда, вероятно дочь Ротру, сеньора де Ножан
  - Жоффруа II (I) (ум. 1039), виконт де Шатодён (Жоффруа II) с 1003, сеньор Мортань-о-Перш и Ножан (Жоффруа I)
    - Гуго II (ум. 1044), граф дю Перш, виконт де Шатодён
    - Ротру II (ум. 1080), граф дю Перш, виконт де Шатодён
      - Жоффруа II (ум. 1110), граф дю Перш
        - Ротру III (ум. 1144), граф дю Перш
          - Филиппа; муж: Эли II, граф дю Мэн
          - Ротру IV (ум. 1191), граф дю Перш
            - Жоффруа III (ум. 1202), граф дю Перш
              - Томас (ум. 1217), граф дю Перш

            - Гильом (ум. 1226), епископ Шалона, граф дю Перш

          - Этьен (Стефан) (около 1140—1169), архиепископ Палермо
          - Бертран
            - Жильбер Гравинский (после 1168 года)

      - Гуго III (ум. 1110), виконт де Шатодён
        - Матильда; муж: Жоффруа III, граф де Вандом
        - Жоффруа III (ум. 1140/1145), виконт де Шатодён
          - Гуго IV (ум. 1180), виконт де Шатодён
            - Жоффруа IV (ум.1176), виконт де Шатодён
            - Гуго V (ум. 1191), виконт де Шатодён
              - Жоффруа V (ум. 1218), виконт де Шатодён
                - Жоффруа VI (ум. 1249), виконт де Шатодён
                  - Клеменция (ум. 1259), виконтеса де Шатодён; муж: Роберт де Дрё (1217—1264), сеньор де Бё
                  - Жанна; муж: Жан I, граф де Монфор

  - Гуго; жена: Беатрис де Макон, дочь Обри II, графа де Макон
    - Жоффруа II Фереоль (ум. 1043/1045), граф Гатине, родоначальник дома Гатине-Анжу; жена: Ирменгарда Бланка д'Анжу
    - Лето I (ум. 1050), сеньор де Ивр с 1028, родоначальник виконтов де Фессар
      - Лето II (ум. после 1080)
        - Фульк (ум. после 1126), виконт де Шато-Ландон в 1076—1126; жена: с до 1098 Биота де Рошфор, дочь Ги I, графа де Рошфор, сенешаля Франции
          - Гильом I (ум. после 1140), виконт де Фессар в 1118—1140
            - Жоффруа (ум. после 1155), виконт де Фессар в 1152—1155
              - Гуго (ум. после 1189), виконт де Фессар в 1182—1189; жена: Эделин (ум. после 1204)
                - (?) Филипп (ум. до 1238), виконт де Гатине; жена: Елизавета
                  - Гильом II (ум. после 1277), виконт де Фессар; жена: Жанна
                    - Гильом III (ум. после 1277), виконт де Фессар в 1271—1277; жена: с до 1272 Перренель, сестра Филиппа де Шали
                      - (?) Жан Гаррио (ум. после 1324), виконт де Фессар в 1313—1324
                      - (?) Гильом (ум. после 1313)

                    - Филипп (ум. после 1272)

                  - Ги (ум. до 1269)
                  - Жан (ум. до 1269)

              - Ги де Коркильруа (ум. после 1189); жена: Ирменгарда

            - Гильом (ум. после 1155)

          - Ги (ум. после 1126), виконт де Шато-Ландон в 1118—1126
          - Орсон (ум. после 1130), 1-й сеньор де Немур; жена: Эвелин де Траси-Монфуко-ан-Бри
            - Эвелин, дама де Немур; муж: Готье I де Вильбеон (ум. 1205), 2-й сеньор де Немур, Великий камергер Франции

          - (?)Филипп (ум. после 1129), виконт де Гатине в 1129

        - Жоффруа (ум. после 1080)
- Адало, сеньор де Шато-Шинон